# Samir Zekroumi
Samir Zekroumi (arab. سمير الزكرومي, ur. 30 marca 1985 w Casablance) – marokański piłkarz, grający na pozycji środkowego obrońcy. W sezonie 2021/2022 zawodnik nieznanego klubu. Jednokrotny reprezentant kraju. 

## Kariera klubowa

### Początki (2008–2011)
Zaczynał karierę w Rachadzie Bernoussi.
1 lipca 2008 roku trafił do Rai Casablanca.
1 sierpnia 2010 roku trafił do Kawkabu Marrakesz.

### Maghreb Fez (2011–2013)
14 stycznia 2011 roku trafił do Maghrebu Fez. W tym zespole zadebiutował 20 sierpnia w meczu przeciwko Hassanii Agadir, wygranym 2:0, grając całe spotkanie. W sezonie 2011/2012 zdobył z tym zespołem Afrykański Super Puchar. Łącznie w Fezie zagrał 38 meczów.

### Al-Ahly Trypolis (2013–2014)
1 lipca 2013 roku trafił do Al-Ahly Trypolis za 350 tys. euro.

### FAR Rabat (2014–2015)
1 stycznia 2014 roku trafił do FARu Rabat. W stołecznym zespole zadebiutował 22 września w meczu przeciwko Moghrebowi Tetuan, przegranym 1:3. Zagrał cały mecz. Pierwszą asystę zaliczył 7 lutego 2015 roku w meczu przeciwko Rai Casablanca, zremisowanym 1:1. Asystował przy golu w 18. minucie. Łącznie w Rabacie zagrał 17 meczów i miał asystę.

### KAC Kénitra (2015–2017)
29 lipca 2015 roku trafił do KACu Kénitra. W tym zespole zadebiutował 6 września w meczu przeciwko Difaâ El Jadida, zremisowanym 0:0, grając całe spotkanie. Pierwszego gola strzelił 24 września 2016 roku w meczu przeciwko Hassanii Agadir, przegranym 3:2. Do siatki trafił w 84. minucie. Łącznie zagrał 33 mecze i strzelił dwa gole.

### Chabab Atlas Khénifra (2017–2018)
8 stycznia 2017 roku trafił do Chababu Atlas Khénifra. W tym klubie zadebiutował 5 lutego w meczu przeciwko JS de Kasba Tadla, zremisowanym 1:1, grając całe spotkanie. Pierwszego gola strzelił 14 maja w meczu przeciwko Kawkabowi Marrakesz, przegranym 2:1. Do siatki trafił w 78. minucie. Łącznie w Khénifrze zagrał 18 ligowych meczów i strzelił gola.

### Rapide Oued Zem (2018)
1 lutego 2018 roku trafił do Rapide Oued Zem. W tym klubie zadebiutował 1 kwietnia w meczu przeciwko Olympique Khouribga, przegranym 1:0, grając cały mecz. Łącznie zagrał 2 mecze.

### Dalsza kariera (2018–)
1 lipca 2018 roku wrócił do Maghrebu Fez.
Od 1 sierpnia 2019 roku jego klub jest nieznany.

## Kariera reprezentacyjna
Zagrał jeden mecz towarzyski w ojczystej reprezentacji.